# جورج أونيل
جورج أونيل (بالإنجليزية: George O'Neil) (13 سبتمبر 1896، سانت لويس في الولايات المتحدة - 23 مايو 1940)؛ كاتب سيناريو، شاعر وروائي أمريكي.

## روابط خارجية
- جورج أونيل على موقع IMDb (الإنجليزية)
- جورج أونيل على موقع قاعدة بيانات برودواي على الإنترنت (الإنجليزية)
- جورج أونيل على موقع قاعدة بيانات الفيلم (الإنجليزية)